# Steam Link
Steam Link är en hård- och mjukvaruprodukt utvecklad av Valve Corporation för att strömma spel från en dator eller Steam Machine till en annan skärm eller mobil enhet. Produkten lanserades som en hårdvaruenhet i november 2015, men tillverkningen av den upphörde 2018 till förmån för en mjukvarubaserad lösning.

## Funktionalitet
Steam Link möjliggör strömning av spel från en dator som kör Steam till en annan enhet, exempelvis en TV, surfplatta eller mobil. Ursprungligen krävdes en lokal nätverksanslutning, men efter uppdateringen "Steam Link Anywhere" från 2019 kan spel strömmas över internet.

## Hårdvara
Hårdvaruversionen av Steam Link var en liten enhet med stöd för 802.11ac WiFi, Ethernet och Bluetooth. Den inkluderade HDMI-utgång och flera USB-portar för anslutning av kontrollenheter, såsom Steam Controller, Xbox-kontroller och andra kompatibla gamepads.

## Mjukvara
Steam Link-appen lanserades 2018 och är tillgänglig för iOS, Android, tvOS, Android TV, Linux, macOS och Windows. Appen fungerar som en mjukvarulösning för spelströmning och ersätter den ursprungliga hårdvaruenheten. Dessutom finns en version för Raspberry Pi som gör det möjligt att använda microdatorn som en Steam Link-enhet.

## Utveckling och stöd
Trots att hårdvaruenheten inte längre tillverkas fortsätter Valve att stödja den med uppdateringar. Mjukvaruvarianten av Steam Link har också expanderat till nya plattformar, inklusive stöd för virtuella verklighetsenheter som Meta Quest från 2023.